# Euryolpium aureum
Euryolpium aureum är en spindeldjursart som beskrevs av E.N. Murthy och Taracad Narayanan Ananthakrishnan 1977. Euryolpium aureum ingår i släktet Euryolpium och familjen Olpiidae. Inga underarter finns listade i Catalogue of Life.